# Jim Lauderdale

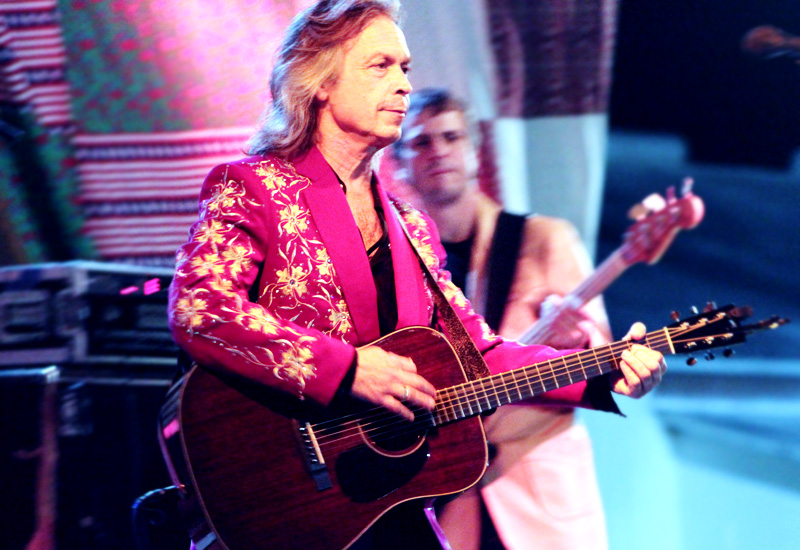
Jim Lauderdale

Jim Lauderdale (* 11. April 1957 in Statesville, North Carolina) ist ein US-amerikanischer Country-Sänger und Songwriter.

## Erste Schritte
Der Sohn eines Geistlichen und einer Musiklehrerin sammelte erste musikalische Erfahrungen als Schlagzeuger in einer Schul-Band. Nach Abschluss seines College-Studiums zog er nach New York, wo er sich der lokalen Country- und Folkszene anschloss. Zeitweilig agierte er als Schauspieler in Theateraufführungen. Auf einer Tournee wurde er in Los Angeles von Pete Anderson entdeckt, dem Produzenten von Dwight Yoakam. 1989 spielte er sein erstes Album ein, das von der Schallplattenfirma aber nicht veröffentlicht wurde. Aber es verschaffte ihm einen Einstieg nach Nashville, ins Zentrum der Country-Musik.

## Karriere
Zunächst wurde er als Songwriter vom Bluewater Musik Verlag engagiert. Gleichzeitig arbeitete er als Backgroundvokalist bei Aufnahmen von Dwight Yoakam, Carlene Carter und anderen mit. Beim Reprise Label erschien 1991 sein erstes Album: Planet of Love. Bei dessen Produktion wirkten Rodney Crowell und John Leventhal mit. Danach wechselte er zum Atlantic Label, wo 1994 sein zweites Album, Pretty Close to the Truth, erschien.
In den folgenden Jahren wechselte er mehrmals die Plattenfirma. 1999 spielte er für das Rebel Label gemeinsam mit dem Alt-Star Ralph Stanley das Album I Feel Like Singing Today ein. In den folgenden Jahren wurden noch zwei weitere Alben mit Stanley produziert, darunter 2002 Lost in the Lonesome Pines, das mit einem Grammy als bestes Bluegrass-Album ausgezeichnet wurde. Trotz aller Erfolge als Musiker hat sich Jim Lauderdale in der Country-Szene vor allem als Songwriter einen Namen gemacht. Zahlreiche Stars wie George Strait oder die Dixie Chicks haben auf sein Material zurückgegriffen.

## Diskografie

### Alben
| Jahr | Titel           | Höchstplatzierung, Gesamtwochen, AuszeichnungChartsChartplatzierungen (Jahr, Titel, Platzierungen, Wochen, Auszeichnungen, Anmerkungen) | Anmerkungen                |
| Jahr | Titel           | Country | Anmerkungen                |
| ---- | --------------- | --- | -------------------------- |
| 2010 | Patchwork River | Country47 (1 Wo.)Country | Thirty Tigers              |
| 2012 | Buddy & Jim     | Country67 (2 Wo.)Country | New West, mit Buddy Miller |

Weitere Alben
- 1989: Point of No Return (veröffentlicht erst 2001)
- 1991: Planet of Love (Reprise)
- 1994: Pretty Close to the Truth (Atlantic)
- 1995: Every Second Counts (Atlantic)
- 1996: Persimmons (Upstart)
- 1998: Whisper (BNA)
- 1999: I Feel Like Singing Today (Rebel)
- 1999: Onward Through It All
- 2001: The Other Sessions (Dual Tone)
- 2002: Lost in the Lonesome Pines (Dual Tones)
- 2002: The Hummingbirds (Dual Tone)
- 2003: Wait ’Til Spring
- 2004: Headed for the Hilles (Dual Tone)
- 2006: Bluegrass
- 2006: Country Super Hits Vol. 1
- 2007: The Bluegrass Diaries
- 2008: Honey Songs (Yep Roc)
- 2009: Could We Get Any Closer?
- 2011: Reason and Rhyme
- 2012: Carolina Moonrise
- 2013: Old Time Angels
- 2013: Black Roses
- 2013: Blue Moon Junction
- 2014: I’m a Song
- 2015: Soul Searching
- 2016: This Changes Everything
- 2017: London Southern
- 2018: Time Flies
- 2018: Jim Lauderdale and Roland White
- 2019: From Another World

### Singles
| Jahr | Titel Album                            | Höchstplatzierung, Gesamtwochen, AuszeichnungChartsChartplatzierungen (Jahr, Titel, Album, Platzierungen, Wochen, Auszeichnungen, Anmerkungen) | Anmerkungen |
| Jahr | Titel Album                            | Country | Anmerkungen |
| ---- | -------------------------------------- | --- | ----------- |
| 1988 | Stay Out of My Arms Point of No Return | Country86 (3 Wo.)Country |             |

Weitere Singles
- 1989: Lucky 13
- 1991: Maybe
- 1992: I Wasn’t Fooling Around
- 1992: Wake Up Screaming
- 1999: Still Not Out of the Woods
- 2000: If I Were You
- 2002: She’s Looking at Me (mit Ralph Stanley)
- 2006: I Met Jesus in a Bar
- 2007: Who’s Leaving Who?
- 2007: There Goes Bessy Brown
- 2008: This Is the Last Time (I’m Ever Gonna Hurt)

### Gastbeiträge
- 2009: Love’s Gonna Live Here (mit Tanya Tucker)